# أحمد بن هاشم
الاِمام المنصور باللّه أبو محمد أحمد بن هاشم إمام الزيدية في اليمن .
حكم عام 1264 هجرية الموافق 1847م حيث بويع في مدينة صعدة ، ثم نزال في عام 1266 هجرية قرية بيت ردم حتى حاصر صنعاء فدخلها في ذي القعدة من هذا العام، حيث استقر بها حتى عام 1267هجرية حيث أظهر الجنود العصيان، فغادرها إلى قرية دار علي من بلاد أرحب .
توفي عام 1269 هجرية الموافق 1852م .